# Musa Çelebi
Musa Çelebi (h. 1388-Bursa, 5 de julio de 1413) fue uno de los hijos del cuarto sultán otomano, Bayaceto I.

## Situación
Musa era uno de los hijos de Bayaceto I, el cuarto sultán otomano. No hay consenso sobre el origen de su madre: bien era hija del bey de los turcos de Germiyán o bien una princesa bizantina. Después de la batalla de Angora, en la cual Tamerlán venció a Bayaceto, Musa y este fueron hechos prisioneros. No obstante, Musa fue liberado tras el fallecimiento de su padre en 1403. Volvió al sultanato, sumido por entonces en la agitación y trató de hacerse con el trono de Bursa, la capital anatolia del imperio. No obstante, tres de sus hermanos también lo reclamaban para sí: en Asia estaban Isa Çelebi, en Balıkesir, y Mehmed, en Amasea, y en Europa el tercero de ellos, Solimán, en Edirne, la capital europea del sultanato (en aquellos tiempos el Estado otomano tenía dos capitales porque el Imperio bizantino con capital en Constantinopla, aunque ya en decadencia, separaba las dos partes del imperio, la europea y la asiática).

### Interregno
İsa venció a Musa y se apoderó de Bursa. El vencido se refugió en territorio de Germiyán, donde esperó el momento propicio para retomar las hostilidades. En 1406, Mehmet, que había derrotado a su vez a İsa, quedó como señor único de la parte anatolia del sultanato, pero no podía enfrentarse solo a Solimán, que dominaba la europea. En consecuencia, Mehmet y Musa se reunieron en Kırşehir, en la Anatolia central, y se coligaron contra Solimán. La mayoría de los beylicatos de Anatolia se sumaron también a la alianza. Según lo dispuesto en la liga, Musa pasó a Europa por el mar Negro, a tierras de otro de sus aliados, Mircea I de Valaquia.
Esto obligó a Solimán a combatir en dos frentes: contra Mehmet en Anatolia y contra Musa en Europa. La estrategia funcionó en parte, ya que hizo que Solimán abandonase los planes que tenía de invadir la parte anatolia del sultanato. No obstante, venció a Musa que, pese a ello, no dejó de hostigarlo hasta 1410. En ese tiempo, Solimán fue perdiendo paulatinamente a sus aliados a causa de su temperamento incontrolable. En 1411, la táctica de Musa le dio finalmente la victoria: conquistó Edirne. Solimán fue asesinado en un pueblo cuando trataba de escapar a territorio bizantino el 18 de febrero de ese año; Musa devino sultán de la parte europea del imperio.

### Sultán rival de Mehmet
No se conocen los detalles de la alianza entre Mehmet y Musa. Este se proclamó sultán de la parte europea del imperio, pero Mehmet lo consideraba vasallo suyo.
Musa asedió Constantinopla como represalia por el apoyo que Manuel II Paleólogo había dado al difunto Solimán en el enfrentamiento entre los dos hermanos. Manuel II solicitó entonces el auxilio de Mehmet, que traicionó a Musa y efectivamente se coligó con el emperador constantinopolitano.
Los ejércitos de los dos hermanos se enfrentaron en 1411 y 1412; Mehmet resultó vencido. En 1413, obtuvo, empero, el apoyo del monarca serbio Stefan Lazarević y del bey de los Dulkadir, así como el de algunos generales del ejército de Musa. Venció a las fuerzas de este en la batalla de Çamurlu, disputada cerca de Samokov, en Bulgaria. Musa fue herido e intentó escaparse, pero fue descubierto y muerto el 5 de julio de 1413.

### Consecuencias
La muerte de Musa puso fin al interregno otomano. Su hermano Mehmet quedó como monarca del sultanato: fue el sultán Mehmed I. No obstante, en 1416, el jeque Bedreddin, uno de los antiguos aliados de Musa y juez militar principal, encabezó una fallida revuelta contra él. 
Las subsiguientes rebeliones de Mustafá Çelebi se consideran una extensión de las hostilidades del interregno. Otro de los hijos de Bayaceto y por tanto hermano de Musa, Mehmet y Solimán, se escondía en Anatolia. Mustafá era el quinto pretendiente al trono y combatió infructuosamente a Mehmet en 1416 y a su sobrino Murat II en 1421.